# Moonlight Mile (manga)
Moonlight Mile (ムーンライトマイル?) è un manga di Yasuo Otagaki pubblicato in Giappone sulla rivista Big Comic Spirits della Shogakukan dal 2001. Dal settembre del 2006 è disponibile in edizione italiana, curata dalla Planet Manga e disponibile in fumetterie ed edicole trimestralmente. Dal manga sono state tratte due serie televisive anime.
A seguito di scarse vendite la pubblicazione italiana si è interrotta col quinto volume.
A febbraio 2023 l'editore Planet Manga ne ha iniziato la ristampa in un nuovo formato chiamato "Ultimate Edition": previste cinque uscite di maxi volumi di oltre 600 pagine.

## Trama
Goro Saruwatari ed il suo amico Jack F. Woodbrigde condividono la passione per l'alpinismo.
Inizialmente i personaggi ci sono presentati nell'intento di scalare l'Everest, l'ultima vetta che gli manca alla collezione. Giunti in cima, non senza difficoltà, i due ammirano il mondo dal punto più alto, ma avendo ottenuto ogni impresa "terrestre" i due guardano il cielo e vedono la Stazione spaziale internazionale. Da allora il loro nuovo obiettivo sarà andare nello spazio. Da questo punto in poi le loro vite si separano, Goro diventerà un operaio specializzato dalle enormi capacità, mentre Lostman si darà alla vita militare, diventando un pilota di shuttle.

## L'anime
Il manga è stato adattato in un anime, diretto da Iku Suzuki, che è andato in onda per la prima volta nel febbraio del 2007 in una trasmissione speciale dell'emittente satellitare nipponica WOWOW, mentre la trasmissione periodica è iniziata dal 3 marzo dello stesso anno.
La seconda serie composta da 14 episodi intitolata Moonlight Mile: 2nd Season - Touch down (MOONLIGHT MILE 2ndシーズン ─Touch down─), e realizzata dallo stesso staff della prima, è andata in onda a partire dal 13 settembre 2007 alle ore 11:00, sempre sull'emittente WOWOW.
La storia segue le vite di due escursionisti, il giapponese Goro Saruwatari e l'americano Jack F. Woodbridge, soprannominato Lostman.
I due hanno capacità fisiche fuori dal comune e decidono di diventare astronauti. Il manga, ambientato nel 2013, ripercorre tappe storiche reali, quali l'approdo sulla Luna da parte degli statunitensi e le varie spedizioni spaziali, creando una storia realistica di fantascienza (minuziose le riproduzioni dei veicoli spaziali) nella quale sono coinvolte vicende politiche di livello internazionale.